# Любимівка (Генічеський район)
Люби́мівка — село в Україні, в Генічеському районі (до 2020 — в Іванівському районі) Херсонської області. Населення становить 880 осіб.

## Анкета села
Село Любимівка, Генічеський район (до 2020 — в Іванівському районі), Херсонської області розташоване за 28 кілометрів на південь від райцентру — Іванівки і за 4,5 кілометри від автодороги Велика Лепетиха — Генічеськ. В селі налічується 280 дворів. Проживає тут в даний час 827 чоловік. Площа земель сільської ради 3573 гектари, з них 3273 гектари орної землі, які орендуються ПСГП «Південне». Площа села — 116 гектарів. В Любимівці є загальноосвітня школа I—III ступенів, у якій навчаються 80 учнів і працюють 12 вчителів, дитячий садок, сільська бібліотека з книжковим фондом 24 тис. екземплярів, фельдшерсько-акушерський пункт, АТС на 150 номерів. Всі вулиці села асфальтовані. Прокладено 18 кілометрів вуличного водопроводу. Неподалік села проходить Каховський зрошувальний канал.

## Історія виникнення села
Спочатку територія сільради належала до Генічеського району (що існував у 1923—2020 роках (до 1920 року районів небуло а були волості. Уточніть). Заселятися вона почала з 1914 року, на пустих землях. Ці землі були заселені завдяки відомій Столипінський реформі. Виникли хутори Щербаківський, Мирошниківський, Гнатківський, Гоголенків. Це — найбільші. А всього їх було десять: Кульчицький, Червоний, Чканський, Самойленковський та інші. Назви хуторів походили в основному від прізвищ господарів, які тут жили. Назви ще двох хуторів, на жаль, встановити не вдалося.
На сучасній території села першу хату почала зводити Марія Мовчан. Йшли роки, відбувалися досить часті реорганізації. Назви господарських об'єднань відповідали тогочасній владі та цілям держави. Була комуна «Незаможнець» (точніще — «Незаможник»), утворена Петром Ковнєвим у 1922 році. Потім накотилося своєю хвилею сумнозвісна колективізація.
У 1929 році було створено колгосп, назва якого — «Червона Україна». По хуторах були й невеликі колгоспи: «Паризька комуна», «Червоний велетень», імені Жданова та ім. Фрунзе.
Особливо треба звернути увагу на таке господарське формування, як колгосп імені Шевченка.
А поки що — одним за одним ішли модні тоді реорганізації.
В різні часи різною була кількість членів колгоспів. Від небагатьох аж до 400. Вже тоді заявили про себе місцеві передовики: Валентина Остапець, Серафима Удовенко, Марія Олефіренко, Петро Черниш та багато інших. В середньому виробляли по 400 трудоднів, на кожен з яких нараховувалося по 3 кілограма хліба.
В цей час велася значна робота по ліквідації неписемності. На території села вже діяли школа, дитячі ясла, фельдшерсько-акушерський пункт і два клуби.
У 1941 році Друга світова війна не оминула село. На початку війни було мобілізовано 128 чоловік, з яких половина не повернулася. 57 воїнів нагороджено орденами і медалями. В глибокий тил було евакуйовано все колгоспне майно і сім'ї деяких селян.
Окупація тривала з вересня 1941 до кінця жовтня 1943 року. На роботу в Німеччину насильно було вивезено 50 жителів села (??)… В селі було зруйновано цегельний завод.
В 1950 році колгоспи «Червона Україна» та імені Жданова об'єднали в колгосп ім. Калініна, а село назвали Будьонівкою, В 1962 році його знову перейменовали на Любимівку.
За роки радянської влади 80 жителів села були відзначені державними нагородами, зокрема, голова колгоспу В. Г. Поздняк, механізатори М. С. Дорошенко і М. М. Корвегін були нагороджені орденом Леніна — найвищою нагородою СРСР.
24 лютого 2022 року село тимчасово окуповане російськими військами під час російсько-української війни.

## Сучасний стан села
У 1963 році місцевий колгосп також змінив назву і став «Південним». Нині це однойменне приватне сільськогосподарське підприємство. ПСГП «Південне» багато років займає лідируючі позиції не тільки у районі, а й в області. Площа сільськогосподарських угідь господарства — 3380 гектарів, з них 2105 гектарів зрошуваних земель. ПСГП «Південне» спеціалізується на виробництві зернових культур та м'ясо-молочному скотарстві. Багато років очолює це підприємство Анатолій Кузьмич Тиндюк. Провідна галузь Південного — рослинництво. Основний показник — врожайність. Нормальний її рівень для даного господарства коливається в наступних параметрах: зернові —28 центнерів з гектара (озима пшениця — 30—31 ц), ячмінь ярий — 21, кукурудза — 27, соняшник — 13—15, соя — 10—12 центнерів з гектара. Валові збори зерна становлять 4200—4300 тонн, соняшник дає 420—430 тонн, соя — 120—130 тонн, просо — 100—102 тонни. Овочів отримують в межах 67—69 тон, баштанних культур — до 250 тонн. Рентабельність — 10 відсотків.
«Південне» є базовим господарством науково-виробничої фірми «Дріада» (ядро її — вчені Херсонського аграрного університету). Президент фірми — відомий вчений Петро Нарцисович Лазар. А постійним представником «Дріади» в «Південному» став Драган Радомирович Йокич. Живе він в Югославії, має там звання доктора наук. Ось уже чотири роки приїздить на Україну, аби оперативно вести науково-випробувальні роботи «Дріади». До речі, має і українське вчене звання — кандидат наук. Науково-виробнича фірма орендує 1500 гектарів земель «Південного» з яких 600 — на зрошенні.
Аби картина малювалася повніше, зауважимо: місцеве базове господарство надає науковцям техніку, робочу силу, токи, склади. Тобто, все необхідне, гарантуючи повне виробниче забезпечення.
Обсяги досліджень надто великі і відповідальні. Один науковець впоратися з ними ніяк не може. Тому виробилася така схема взаємодії: три науковці від сільгоспників і три — від Південного інституту.
Обсяги досліджень у них великі. Йдеться про пшениці озимі та ярі, ячмені, соняшники, кукурудзу, сою та навіть льон. Останній має велику маслянистість, яка широко використовується в фармацевтиці.
Науково-виробниче об'єднання покликане забезпечити свою і навколишні області елітним і суперелітним насінням. З 5-10 тисяч гектарів супереліти одержується елітного насіння на 100 тисяч, а тоді вже перша репродукція у відповідному коефіцієнті. Один лише штрих: тонна пшениці третього класу має вартість 700—800 гривень, в елітної — на 40 відсотків більша. А буває тонна витягує і на 1300—1400 гривень. Таке роз'яснення зробив О. А. Черкашин — головний агроном ПСГП «Південне», і воно дуже переконливе для ведення наукових пошуків. До речі, «Південне» має відповідну ліцензію на реалізацію високоякісного посівного матеріалу. Про масштабність діяльності може свідчити наступний приклад. Бувають роки, коли висівається 20-25 сортів різних культур. Скажімо, озимих і ярих. Це вже цілий полігон випробувань.. Скажімо, сорт пшениці «Дріада» найкращий по зимостійкості серед усіх наявних в Україні. Це має важливе значення особливо для нашого Південного регіону, де в лютому можуть бути відлиги, а пізніше вдарять тріскучі морози.
Вчені даного науково-виробничого об'єднання мають тісні і творчі зв'язки з різними НДІ України та подібними науковими закладами. Наприклад, ведеться плідна діяльність з Харківським та Югославським інститутами. Обсяги спільних досліджень великі. Зокрема, з гібридами кукурудзи. Варто зауважити, що в «Дріаді» проводяться досліди з 70 видами цих гібридів.
Вивчаються селекції пшениць різних країн. Пізніше буде видно: генофонд яких з них найбільш сприятливий для нашого Півдня. Робота надто копітка і, звісно, вимагає належної кількості досліджень протягом одного року. Ще не менше їх — в наступні роки.
Можна навести наступний приклад. Виведено гібрид соняшника «Південний». Так, на честь назви базового господарства в Любимівці. Четвертий рік б'ються науковці, аби сорт був абсолютно надійним.
В стадії завершення робота над новим сортом пшениці типу «дворучка». Є озимі пшениці, які висівають тільки восени. Є ще ярі, зерно їх заробляють в ґрунт весною. Тут завжди наявні певні незручності. Бо після сівби залишається частина посівного матеріалу. Куди його подіти? Трапляється і навпаки — залишаються незасіяними підготовлені площі, а зерна на них не вистачає. Подібних варіантів чимало і вони несуть відчутні незручності. Тому науковці-аграрії наполегливо ведуть пошуки — як одержати універсальне насіння, яке можна було б висівати як восени, так і весною. «Дріадівцям» з такою проблемою вдалося впоратися. Хоч робота не припиняється, адже селяни повинні мати цілком надійний сорт. Тому доведення «до кондиції» тривають.
Перелік пошуків можна продовжувати і продовжувати, аж до двох видів гірчиці — ріпської та білої. Зрештою, все повинно бути і якомога в повнішому асортименті. Тоді відпадає необхідність возити потрібне звідкись, віддаючи туди і так обмежені кошти..
Не забувають в господарстві і про тваринництво. Ферми не розтягли. В них утримується до 500 голів великої рогатої худоби з якої 212 — дійний гурт. Також є 120—150 свиней, та і коні не перевелися. Кілька років тому було допущено загальний спад поголів'я, а тепер воно планомірно нарощується. Діє і зооветеринарна служба, очолювана головним зоотехніком Л. М. Кріпак та головним ветлікарем В. В. Черниш. Ведеться вдумлива робота, як забезпечити і кількість, і якість.
Наше життя далеко не досконале. А в «Південному» виробництво з окремими організаційними устоями колишнього КСП. Але тваринництво, з його хронічною збитковістю, не ліквідували. Постійно дбають про нього, щорічно аналізують — чому розвивається воно далеко не так, як хотілося б, як вимагає всевидюща рентабельність. Проте кінці з кінцями тут зводяться. І надії на краще не втрачають. Бо вчаться постійно вести справи грамотно, проявляючи ініціативу та максимум уміння.

## Історія Любимівської школи
У селі Любимівка перша школа в післявоєнні роки (1945—1946 рр.) знаходилася в старій селянській хатині, що мала одну кімнату з двома маленькими віконцями.
Макаренко Надія Никонівна в 1946 році відкрила школу, організовуючи навчання, запросила до школи всіх дітей, що були в селі. До першого класу пішло майже 30 учнів віком від 7 до 12 років
З великими труднощами проходили заняття взимку. Діти разом з вчителями зранку йшли в поле знаходили сухий бур'ян — перекотиполе (діти називали його кураєм) та зносили до школи. Затоплювали піч, ставши в чергу, діти ждали час, щоб спалити свою ношу в печі. Таким чином нагрівали класну кімнату і починали проводити заняття. Та ще пам'ятають старожили, що вчительки Надії Никонівни був кіт. При проведенні уроків вона зігрівалася цим котом, клавши собі на шию, ніби комір. В злиднях проходили уроки. Не було на чому писати і чим писати. За чорнило служив сік з червоного буряка, та й він не у всіх був.
З наступного навчального року було відкрито другий клас. Щоб розмістити всіх дітей, у розпорядження школи виділили ще одну хатину (нині в ній проживає Анастасова Н.Г). Школа мала вже два вчителя, разом Макаренко Н. Н. працювала молода вчителька Полосухіна Марія Корніївна.
Через незначний проміжок часу школа розміщалася вже в 3-х корпусах (трьох селянських хатах). Побільшало вже й число вчителів: Тарасенко Олександра Олександрівна (вчитель математики);
Моргун Олександра Гнатівна (вчитель української мови і літератури);
Моргун Яків Демидович (вчитель німецької мови і фіз. культури);
Деркач Любов Йосипівна (вчитель російської мови і літератури);
Удот Петро Васильович (директор школи, викладав історію, географію та Конституцію).
Софія Матвіївна (прізвище вже не пам'ятають) викладала математику, фізику, хімію.
В 1955—1998 роках збудували нову 7-річну школу поряд з корпусом старої школи, що мав 3 класних кімнати. В 1960 році добудували ще корпус з кількома класами.
В 1961 році Любимівську 7-річну школу перейменовано в Любимівську 8-річну школу.
В 1975 році почалося будівництво нової 2 — поверхової школи і пущено з грудня 1977 року. Новий 1978 рік діти почали навчання в новій школі.
В 1978 році Любимівська восьмирічна (нова) школа випустила 23 перших випускники.
В 1988 році Любимівська восьмирічна школа прийняла статут десятирічної школи.
Нині це є Любимівська загальноосвітня школа Ι-ІІІ ступенів, у якій у 2018/19 навчальному році рік навчається 80 учнів.

## Видатні люди села

### Ружицька Наталія Іванівна
Народилася в 1920 році на Житомирщині, у сім'ї священика. У 1937 році переїхала до села і зразу пішла працювати в колгосп, де й застала її Німецько-совєцька війна. Своєю працею вона прискорювала перемогу. Після війни узяла участь у відбудові. За свою ударну працю в 1948 році була нагороджена медаллю «За доблесний труд в Великій Вітчизняній війні». 1976 р. — медаль «Ветеран труда». 1985 р. — медаль «Сорок років перемоги у Великій Вітчизняній війні». Зараз уже 14 років як на заслуженому відпочинку, але й тепер продовжує працювати.

### Рибалко Олександра Антонівна
В 1930 році вступила в колгосп. Тяжко було. Голодні, босі.
У сім'ї було вісім чоловік. Працювати почали рано. У 9 років їздила верхи, ходила за посилкою. Коли вступила в колгосп, працювала від душі. Збирали серед ночі хліб. Жали кожний колосок, дорожили хлібом, перевозили гарбами. Коли віяли на борошно зерно, дуже втомлювались, спати залишались просто неба. Здавали в колгосп все, що треба: вели коров, коней, свиней. У 1931 році вступила у комсомол, була ланкова в польовій бригаді. Мали в ланці чотирьох коней. Пізніше працювала дояркою.
В 1932—1933 рр. — був сильний голод.
В 1935—1940 рр. — жили в колгоспі добре. Війна перебила всі плани. На війні залишилася з трьома дітьми, під час війни померла дочка. Чоловік не повернувся з війни.
Після війни відновила колгосп, важко було, залишились жінки, діти та похилі люди. Знову довелося підійми та колгосп вручну. Один комбайн на 3-4 колгоспи. Виростила двох синів.

## Населення
Згідно з переписом УРСР 1989 року чисельність наявного населення села становила 916 осіб, з яких 441 чоловік та 475 жінок.
За переписом населення України 2001 року в селі мешкало 879 осіб.

### Мова
Розподіл населення за рідною мовою за даними перепису 2001 року:
| Мова       | Відсоток |
| ---------- | -------- |
| українська | 82,16 %  |
| російська  | 10,34 %  |
| вірменська | 2,05 %   |
| білоруська | 0,34 %   |
| румунська  | 0,23 %   |
| молдовська | 0,11 %   |
| інші       | 4,77 %   |